# Kounovo
 (décembre 2022).
Pour le village de la municipalité de Gostivar, voir Kounovo.
Kounovo ou Kunovo (en macédonien Куново) est un village du nord-est de la Macédoine du Nord, situé dans la municipalité de Kratovo. Le village comptait 3 habitants en 2002.

## Démographie
Lors du recensement de 2002, le village comptait :
- Macédoniens : 3